# Cerkiew św. Mikołaja w Narewce
Cerkiew pod wezwaniem św. Mikołaja – prawosławna cerkiew parafialna w Narewce. Należy do dekanatu Hajnówka diecezji warszawsko-bielskiej Polskiego Autokefalicznego Kościoła Prawosławnego.
Cerkiew mieści się przy ulicy Adama Mickiewicza 58.
Świątynię zbudowano w latach 1865–1867. Początkowo patronem miał być św. Aleksander Newski, ale przy konsekracji zmieniono wezwanie na św. Mikołaja. Bryła cerkwi w stylu eklektycznym, z kopułą i trójkondygnacyjną wieżą frontową.
Cerkiew została wpisana do rejestru zabytków 29 kwietnia 1993 pod nr 759.